# Ciudîn, Radomîșl
Ciudîn (în ucraineană Чудин) este un sat în comuna Velîka Racea din raionul Radomîșl, regiunea Jîtomîr, Ucraina.

## Demografie
Componența lingvistică a localității Ciudîn
     Ucraineană (100%)
Conform recensământului din 2001, toată populația localității Ciudîn era vorbitoare de ucraineană (100%).